# Kushuh
Kushuh of Kusuh is in de Hurritische mythologie de godheid van de maan. Zijn heilig getal is het getal dertig. 
Kushuh staat gelijk met de proto-Hattische maangod Kaskuh.